# Farol Cristóvão Pereira
O Farol Cristóvão Pereira é um farol que se localiza às margens da Lagoa dos Patos, no estado do Rio Grande do Sul, no Brasil meridional.
Um dos mais antigos faróis da região, está erguido a cerca de vinte e cinco quilômetros a Oeste de Mostardas. Ao Sul deste marco encontra-se o Farol Capão da Marca, o primeiro do Rio Grande do Sul, inaugurado por D. Pedro II (1840-1889) em 1849.

## História

### Antecedentes
Em 26 de janeiro de 1876 o Governo Imperial instituiu, em decreto, a Repartição de Faróis, reunida mais tarde com a Repartição Hidrographica, no Ministério da Marinha, sendo ambas dirigidas pelo Barão de Tefé. Até então, os faróis brasileiros eram administrados pelas respectivas Capitanias dos Portos.

### Edificação
A sua construção foi iniciada em 1858, assim registrada à época:
(…) escavou-se o terreno a uma profundidade a encontrar bastante água, estacou-se com 84 moirões de [madeira de] ley toda a superfície, sobre os quaes engradou-se com vigas de ley na distância de tres palmos de uma a outra, e depois de incavilhadas encheu-se os entrevallos de pedra secca bem calcada: sobre este engradamento levantou-se a sapata de pedra e cal até dez palmos, e sobre esta levantarão se as paredes da torre e as das meios águas seguindo sempre com a planta em vista. Acha-se presente esta obra com os arcos fechados do segundo pavimento e a receber o respectivo madeiramento, e a 45 palmos de altura acima do terreno (…). (1 palmo = 21 cm)
Concluído em 1886, o seu funcionamento iniciou-se no ano seguinte, permanecendo ativo até hoje.

### Manutenção
Em 1992 a Marinha do Brasil demoliu as antigas instalações destinadas ao faroleiro e sua família. Também selou as portas e janelas do farol com tijolos.

## Características

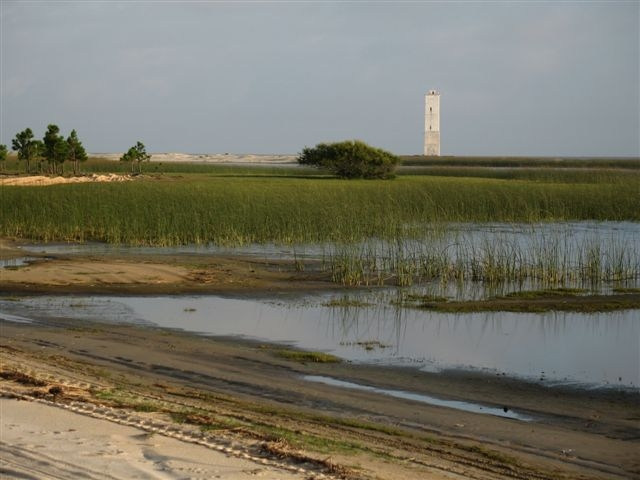
Farol Cristóvão Pereira, Brasil: vista panorâmica.

É construído em alvenaria, em torre de planta quadrada caiada de branco que se eleva a uma altura de trinta metros. O seu lampejo é de coloração branca, com intervalo de dez segundos, plano focal de 30 metros (98 ft) e alcance de treze milhas náuticas.